# Gruppo Zubair
Il Gruppo Zubair, Gruppo Al Zubair o Gruppo Zubayr (in arabo مجموعة جزر الزبير‎?, o semplicemente: جزر الزبير‎) è un gruppo di 10 isole vulcaniche principali, in cima a un vulcano a scudo sottostante nel Mar Rosso, che raggiungono un'altezza di 191 m sul livello del mare. Il vulcano ha continuato a eruttare in tempi storici. Le isole appartengono attualmente allo Yemen.

## Isole
L'isola più grande è Zubair, che è una delle isole più giovani. Altre giovani isole sono Centre Peak, Saba, Haycock e Saddle. L'isola Saddle ha avuto eruzioni in tempi storici.
Il vulcano si è formato su una linea di spaccatura in direzione da nord-ovest a sud-est. Iniziò la sua attività con un periodo di eruzioni esplosive, per poi seguire un periodo di quiescenza, durante il quale ebbe luogo l'erosione marina. Questo fu seguito da un periodo di attività eruttiva sia esplosiva sia effusiva, che determinò la formazione del gruppo di isole Stark e Barren che esistono oggi. Questo periodo di eruzione è continuato in tempi storici.

## Eruzioni storiche

### Eruzione del 1824
Una piccola eruzione (2 dell'indice VEI) ebbe luogo nel 1824 a Saddle Island, con attività esplosiva di basso livello. Un'eruzione potrebbe aver avuto luogo il 14 agosto 1846, ma questo evento risulta incerto.

### Eruzione del 2011-2012
Un'eruzione vulcanica ha avuto luogo il 19 dicembre 2011 dal fondo del mare. Le immagini satellitari hanno mostrato un pennacchio nel mare tra le isole Haycock e Rugged. I pescatori hanno segnalato fontane di lava 30 m sopra il mare. L'eruzione sottomarina ha formato una nuova isola nel gruppo, tra le isole Rugged e Haycock. L'acqua che entrava ha creato un'eruzione di tipo surtseiano con conseguente rilascio di vapore e un pennacchio di cenere.
A partire dal 12 gennaio 2012, la nuova isola era cresciuta fino a circa 530 per 710 metri (1 700 per 2 300 piedi) di diametro e aveva iniziato un'attività effusiva. L'isola si chiamava Sholan Island.
Una foto satellitare scattata il 15 febbraio mostra che la nuova isola ha un lago vulcanico.

### Eruzione del 2013
Il 28 settembre 2013 è iniziata una nuova eruzione sottomarina a sud-ovest del sito dell'eruzione 2011-2012, con scolorimento dell'acqua e un significativo pennacchio di vapore segnalato. Gli scienziati hanno stimato che l'eruzione si è verificata a meno di 100 m sotto la superficie, il che significa che una nuova fase surtseiana rappresentava una possibilità. L'attività nel sito è continuata fino a ottobre, con un grande pennacchio di vapore visibile dal satellite e confermato dai video della gente del posto. Alla fine di ottobre, una nuova isola è emersa dall'oceano.
Quest'isola è stata chiamata Jadid. Nell'estate del 2016 nessuna delle due isole era visibile sulle foto satellitari.

## Attrazioni per i visitatori
Le attività più popolari per i turisti e i visitatori delle isole sono le immersioni, le visite turistiche, l'osservazione della fauna selvatica e il trekking sul vulcano. Le isole sono disabitate.